# Frances Ondiviela
Frances Ondiviela (Las Palmas, Kanári-szigetek, 1962. május 19. –) spanyol színésznő. Főként mexikói és amerikai telenovellákban szerepel.

## Élete és pályafutása
1980-ban megnyerte a Miss Spanyolország szépségversenyt.
Jelenleg[mikor?] Tenerifén él.

## Filmográfia
| Év        | Eredeti cím                    | Cím                         | Szerep                                    | Magyar hang                                                                 |
| --------- | ------------------------------ | --------------------------- | ----------------------------------------- | --------------------------------------------------------------------------- |
| 1988      | El pecado de Oyuki             |                             | Titkárnő                                  |                                                                             |
| 1989–1990 | Simplemente María              |                             | Natalia Preciado                          |                                                                             |
| 1992      | El abuelo y yo                 |                             | Fernanda                                  |                                                                             |
| 1993      | Entre la vida y la muerte      |                             | Ivonne del Castillo                       |                                                                             |
| 1994      | Marimar                        | Marimar                     | Brenda                                    | Radó Denise                                                                 |
| 1995      | Bajo un mismo rostro           |                             | Melisa                                    |                                                                             |
| 1996      | María la del barrio            | María                       | Cecilia                                   | Juhász Judit                                                                |
| 1996–1997 | Luz Clarita                    |                             | Bárbara Lomeli                            |                                                                             |
| 1997–1998 | Salud, dinero y amor           |                             | Adriana Rivas Cacho de Fontanot           |                                                                             |
| 1998      | Noche de paz                   |                             | Chantal Pinuet                            |                                                                             |
| 1999      | Alma rebelde                   | Acapulco szépe              | Isabel 'Chabela' Montero                  | Juhász Judit                                                                |
| 2000      | Siempre te amaré               | Sebzett szívek              | Violeta Garrai                            | Makay Andrea                                                                |
| 2003      | Amor real                      | Tiszta szívvel              | Marie De La Roquette                      |                                                                             |
| 2003      | Gata salvaje                   | Vadmacska                   | María Julia Rodríguez de Ríos             | Szórádi Erika (1. szinkron, Viasat 3) Zakariás Éva (2. szinkron, Izaura TV) |
| 2004      | Mujer de madera                |                             | Georgina Barrenechea                      |                                                                             |
| 2005      | La madrastra                   | A mostoha                   | Frances (cameoszerep)                     | nem szólal meg                                                              |
| 2005      | Contra viento y marea          | A vadmacska új élete        | Licenciada Eva Mendoza                    |                                                                             |
| 2006      | La fea más bella               | Lety, a csúnya lány         | Diana Medina                              |                                                                             |
| 2007      | Acorralada                     | Sarokba szorítva            | Octavia Alarcón de Irazabal               | Bertalan Ágnes                                                              |
| 2007–2008 | Tormenta en el Paraíso         |                             | María Teresa Bravo                        |                                                                             |
| 2009–2010 | Hasta que el dinero nos separe |                             | Rosaura Suárez de De La Grana 'La casada' |                                                                             |
| 2010–2011 | Eva Luna                       | Eva Luna                    | Deborah Aldana González                   | Náray Erika                                                                 |
| 2011      | Como dice el dicho             |                             | Brenda                                    |                                                                             |
| 2012      | Un refugio para el amor        | Menekülés a szerelembe      | Julieta 'Julie' de Villavicencio          | Farkasinszky Edit                                                           |
| 2012–2013 | Rosario                        | Rosario – A múlt fogságában | Teresa de Martínez                        | Németh Kriszta                                                              |
| 2013      | Santa Diabla                   | A gonosz álarca             | Victoria Colleti                          | Mics Ildikó                                                                 |
| 2014–2015 | Voltea pa' que te enamores     |                             | Pilar                                     |                                                                             |
| 2018      | Las Buchonas                   |                             | Magnolia                                  |                                                                             |
| 2019–2020 | Médicos                        | Vészhelyzet Mexikóban       | Aurora                                    |                                                                             |
| 2021      | Diseñando tu amor              |                             | Yolanda                                   |                                                                             |

## Fordítás
- Ez a szócikk részben vagy egészben  a   Frances Ondiviela című spanyol Wikipédia-szócikk fordításán alapul.  Az eredeti cikk szerkesztőit annak laptörténete sorolja fel. Ez a jelzés csupán a megfogalmazás eredetét és a szerzői jogokat jelzi, nem szolgál a cikkben szereplő információk forrásmegjelöléseként.